# Titularbistum Dura
Dura ist ein Titularbistum der römisch-katholischen Kirche. 
Es geht zurück auf ein früheres Bistum in der spätantiken römischen Provinz Byzacena in der Sahelregion des heutigen Tunesien.
| Titularbischöfe von Dura |                                                               |                                                                                     |                   |                   |
| Nr.                      | Name                                                          | Amt                                                                                 | von               | bis               |
| 1                        | Francisco de São Luiz Saraiva OSB (Manoel Justiniano Saraiva) | emeritierter Bischof von Coimbra (Portugal)                                         | 30. April 1824    | 1840              |
| 2                        | René-Fernand-Bernardin Collin OFM                             | Apostolischer Koadjutorvikar, Apostolischer Vikar von Suezkanal/Port Said (Ägypten) | 26. Mai 1949      | 21. Dezember 1958 |
| 3                        | Knut Ansgar Nelson OSB                                        | emeritierter Bischof von Stockholm (Schweden)                                       | 2. Juli 1962      | 31. März 1990     |
| 4                        | Rafal Wladyslaw Kiernicki OFM Conv                            | Weihbischof in Lemberg (Ukraine)                                                    | 16. Januar 1991   | 23. November 1995 |
| 5                        | Aloysius Paul D’Souza                                         | Weihbischof in Mangalore (Indien)                                                   | 11. Januar 1996   | 8. November 1996  |
| 6                        | Anthony Giroux Meagher                                        | Weihbischof in Toronto (Kanada)                                                     | 30. April 1997    | 27. April 2002    |
| 7                        | Rafael Martínez Sáinz                                         | Weihbischof in Guadalajara (Mexiko)                                                 | 19. Juni 2002     | 6. November 2016  |
| 8                        | Allwyn D’Silva                                                | Weihbischof in Bombay (Indien)                                                      | 20. Dezember 2016 |                   |